# Lapachol
Lapachol – organiczny związek chemiczny, pochodna naftochinonu.
Jest substancją o właściwościach przeciwnowotworowych. Posiada też działanie przeciwbakteryjne i silne właściwości bakteriobójcze oraz przeciwwirusowe (m.in. przeciw wirusowi opryszczki typu I i II, wirusowi grypy czy też wirusowi pryszczycy). Mikrobami wrażliwymi na działanie lapacholu są między innymi brucella (Brucella), bielnik biały (Candida albicans), gronkowiec złocisty (Staphylococcus aureus) oraz Tricophyton mentagrophytes.
Ze względu na toksyczne efekty uboczne jego zastosowanie jako leku jest podawane w wątpliwość.
Stosowany do barwienia tekstyliów i tkanin poliamidowych.